# Artur Żagan
Artur Żagan (ur. 4 października 1903 w Górkach Wielkich, zm. 6 marca 1945 w Mittelbau-Dora), nauczyciel, działacz konspiracyjny, więzień obozu koncentracyjnego. 

## Życiorys
Po ukończeniu szkoły powszechnej w Górkach Wielkich (Śląsk Cieszyński), ukończył w 1922 Gimnazjum im. Antoniego Osuchowskiego w Cieszynie. Podjął studia na Wydziale Filozoficznym Uniwersytetu Jagiellońskiego w Krakowie. W 1926 roku obronił dyplom nauczyciela szkół średnich z prawem nauczania historii i języka niemieckiego.
Od września 1927 pracował jako nauczyciel historii, języka niemieckiego i łaciny w Państwowym Gimnazjum w Rybniku. W 1930 roku pojął za żonę Marię Trzaskoś, z ich związku urodził się syn Mieczysław.
Od roku szkolnego 1935/36 nauczyciel Państwowego Gimnazjum Neofilologicznego im. Odrowążów w Chorzowie. Kierował oddziałem Śląskiego Ogniska Metodycznego Historii, publikując artykuły w "Wiadomościach Historyczno-Dydaktycznych". Był także prelegentem Uniwersytetu Powszechnego.
We wrześniu 1938 przeniesiony do Państwowego Gimnazjum z Niemieckim Językiem Wykładowym w Boguminie na Zaolziu. Pracował tam jako nauczyciel oraz zastępca dyrektora szkoły. W następnym roku szkolnym miał podjąć pracę w Państwowym Gimnazjum im. Adama Mickiewicza w Katowicach, jednak uniemożliwił to wybuch wojny.
Podczas II wojny światowej prowadził konspiracyjną działalność w Krakowie, jako wykładowca na tajnych kompletach. W swoim mieszkaniu m.in. prowadził działalność komórki Śląskiego Biura Szkolnego, która miała na celu organizację polskiego szkolnictwa na Opolszczyźnie, po zakończeniu wojny.
Aresztowany przez Niemców w listopadzie 1944, osadzony w więzieniu na Montelupich w Krakowie. Po miesiącu przesłuchań połączonych z torturami, wywieziony do obozu koncentracyjnego Gross-Rosen na Dolnym Śląsku. W lutym 1945, podczas jego ewakuacji trafił do obozu koncentracyjnego Mittelbau-Dora w pobliżu Nordhausen. Według danych Czerwonego Krzyża, zmarł w tym obozie w marcu 1945 roku.